# Липники (Волинське воєводство)

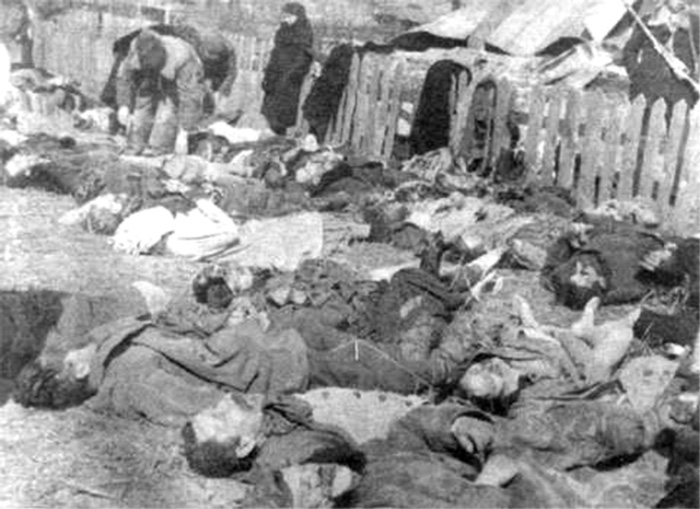
Тіла убитих жителів села.

Липники (пол. Lipniki) — село, що до 1939 року перебувало в складі Польщі, у ґміні Березне Костопільського повіту Волинського воєводства. Нині село не існує і знаходиться на території сучасної України.
Липники були колишньою польською колонією, яка з'явилася наприкінці першої половини XIX століття на землях, що належали Миколі Рибчинському. Перші поселенці, ймовірно, прийшли з району Сарн та Житомира. Під час війни Липники нараховували 55 господарств.
У ніч з 26 по 27 березня 1943 року колонія була атакована підрозділом УПА під керівництвом Івана Литвинчука й українцями з околишніх сіл. Жертвами злочину стали близько 179-182 осіб. Окрім поляків було також вбито 4 євреїв та 1 росіянку.
У Липниках народилися бригадний генерал і польський військовий пілот Владислав Гермашевський та польський космонавт Мирослав Гермашевський, а також Малка Шехтман — радянська та російська актриса театру й кіно.